# Giải bóng đá vô địch quốc gia Tajikistan 2006
Giải bóng đá vô địch quốc gia Tajikistan là giải bóng đá cao nhất của Liên đoàn bóng đá Tajikistan, thành lập năm 1992.  Đây là thống kê của Giải bóng đá vô địch quốc gia Tajikistan mùa giải 2006.

## Bảng xếp hạng
| VT | Đội                        | ST | T  | H | B  | BT | BB | HS  | Đ  |
| -- | -------------------------- | -- | -- | - | -- | -- | -- | --- | -- |
| 1  | Regar-TadAZ (C)            | 22 | 18 | 1 | 3  | 65 | 19 | +46 | 55 |
| 2  | Hima Dushanbe              | 22 | 17 | 3 | 2  | 58 | 15 | +43 | 54 |
| 3  | Vakhsh Qurghonteppa        | 22 | 15 | 2 | 5  | 41 | 18 | +23 | 47 |
| 4  | Parvoz Bobojon Ghafurov    | 22 | 15 | 2 | 5  | 39 | 25 | +14 | 47 |
| 5  | CSKA Dushanbe              | 22 | 11 | 2 | 9  | 38 | 31 | +7  | 35 |
| 6  | Tajik Telecom Qurghonteppa | 22 | 11 | 2 | 9  | 41 | 38 | +3  | 35 |
| 7  | Khujand                    | 22 | 9  | 3 | 10 | 27 | 33 | −6  | 30 |
| 8  | CSKA Pamir Dushanbe        | 22 | 5  | 5 | 12 | 24 | 39 | −15 | 20 |
| 9  | Olimi Karimzod Mastchoh    | 22 | 5  | 4 | 13 | 22 | 39 | −17 | 19 |
| 10 | Saroykamar Panj            | 22 | 5  | 2 | 15 | 27 | 50 | −23 | 17 |
| 11 | Oriyono Dushanbe           | 22 | 3  | 4 | 15 | 25 | 53 | −28 | 13 |
| 12 | Dynamo Dushanbe (R)        | 22 | 0  | 6 | 16 | 12 | 59 | −47 | 6  |

## Vua phá lưới
| Thứ hạng | Cầu thủ        | Câu lạc bộ                 | Bàn thắng |
| -------- | -------------- | -------------------------- | --------- |
| 1        | Fozil Sattorov | Tajik Telecom Qurghonteppa | 20        |
| 2        | Numon Hakimov  | Parvoz Bobojon Ghafurov    | 19        |